# Bourgondische School

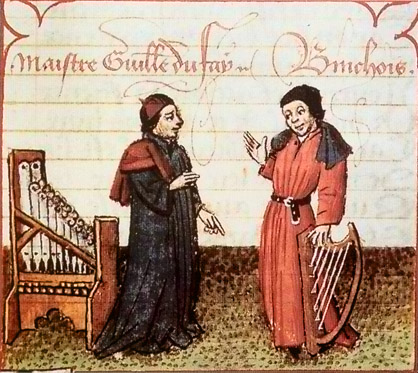
Componist Guillaume Dufay (links) en Gilles Binchois (rechts), Martin le Franc, "Champion des Dames"

De Bourgondische school is een begrip waarmee een aantal componisten wordt bedoeld die actief waren in de 15de eeuw in de Nederlanden (Noord-Frankrijk, België, Nederland), die toentertijd onder de Bourgondische hertogen waren verenigd. De belangrijkste namen die met deze school zijn verbonden, zijn Guillaume Dufay, Gilles Binchois en Antoine Busnois. De Bourgondische school was de eerste fase van wat in zijn geheel de Franco-Vlaamse School of de school van de Nederlandse polyfonisten wordt genoemd, waarmee de oorsprong van de voornaamste centra van muzikale vernieuwing van die tijd niet geheel ten onrechte geografisch in Vlaanderen en de rest van de Bourgondische Nederlanden wordt gesitueerd, aangezien de meeste in Europa toonaangevende componisten ook uit die streek afkomstig waren.

## Achtergrond
In het Europa van de late middeleeuwen en de vroege renaissance, neigden culturele centra ertoe zich te verplaatsen ten gevolge van de veranderende politieke stabiliteit of de aanwezigheid van hetzij geestelijke hetzij wereldlijke macht, bijvoorbeeld de paus, de tegenpaus of de keizer van het Heilige Roomse Rijk. In de 14de eeuw bevonden de belangrijkste centra van muzikale activiteit zich in het Noorden van Frankrijk, in Avignon en in Italië, vertegenwoordigd door respectievelijk Guillaume de Machaut en de Ars nova, de Ars subtilior en Landini; Avignon kende een kortstondige maar belangrijke culturele bloei, toen de paus zich daar vestigde tijdens het Westers schisma. Toen Frankrijk bezweek onder de Honderdjarige Oorlog (die werd gevoerd van 1337 tot 1453), verhuisde het culturele centrum meer Noordelijk en Oostwaarts, naar de steden van de Lage Landen, toentertijd collectief de Nederlanden genoemd.
Onder het Huis Valois was Bourgondië de machtigste en meest stabiele politieke entiteit in het Westen van Europa. Het rijk werd stelselmatig uitgebreid, achtereenvolgens met het graafschap Vlaanderen, het hertogdom Brabant, het graafschap Holland, het hertogdom Luxemburg, en met Elzas en Lotharingen. Voornamelijk onder bestuur van hertog Filips de Goede (1419 - 1467) en Karel de Stoute (1467 - 1477), werd het Bourgondische rijk een centrum van muzikale vernieuwing. Het centrum van het muziekleven lag toen niet in het hertogdom Bourgondië in Frankrijk (waarvan Dijon de hoofdstad was), al behielden de hertogen van Bourgondië daar een administratief centrum. De belangrijkste centra waar muziek werd gemaakt waren Brussel, Brugge, Rijsel, Atrecht en enkele kleinere steden in de Nederlanden
Naarmate de reputatie van de Nederlanden toenam, trokken de musici ernaartoe om er te studeren en teneinde hun carrière te bevorderen. De Bourgondische heersers begunstigden niet enkel de kunsten. Ze waren ook zelf actief met muziek bezig: van Karel de Stoute weten we dat hij de harp bespeelde en dat hij chansons en motetten componeerde. Een werk van Karel de Stoute dat nog altijd wordt gespeeld, is 'Madame, trop vous mesprenes' ('Mevrouw, u vergist zich terdege') (Bart van Loo: De Bourgondiérs - Aartsvaders van de Lage Landen, De Bezige Bij, Amsterdam, 2019, blz. 366). De Bourgondische hertogen moedigden als wereldlijke heersers ook het componeren van wereldlijke muziek aan en wel op een niveau dat tot dan ongezien was in de Europese muziekgeschiedenis.
De migratie van het muziekleven van Parijs naar Vlaanderen houdt gelijke tred met de gebruikelijke (maar geenszins algemeen aanvaarde) onderverdeling van de muziekgeschiedenis in middeleeuwen en Renaissance: Guillaume de Machaut wordt vaak gezien als een van de laatste middeleeuwse componisten, terwijl Dufay meestal wordt beschouwd als de eerste componist van betekenis uit de Renaissance.
Karel de Stoute sneuvelde in 1477 in de slag bij Nancy bij een van zijn pogingen om territorium aan zijn rijk toe te voegen. Na zijn overlijden bleef de muzikale bloeiperiode in de Bourgondische steden echter aanhouden. Tegen het eerste decennium van de 16de eeuw waren de Nederlanden opgenomen in de bezittingen van de Oostenrijkse Habsburgers, die overigens ook als broodheren voor de musici optraden.

## Componisten
De geschiedenis van de Bourgondische muziek begon met de uitbouw van de hofkapel in 1384 door Filips de Stoute; toen die twintig jaar later de geest gaf, kon de kapel de vergelijking doorstaan met wat in Avignon was bereikt op het gebied van pracht en praal. Namen die met die vroegste fase van de Bourgondische muziek in verband worden gebracht, zijn Johannes Tapissier en Nicolas Grenon, die voor de overgang staat naar een volgende fase in het bestaan van de kapel, toen die in 1415 werd gereorganiseerd. Andere componisten daar in die vroege periode waren Hugo en Arnoldus de Lantins, die later in Italië Dufay zouden ontmoeten.
Van alle namen die met de Bourgondische School worden geassocieerd, is de meest bekende wellicht Guillaume Dufay, waarschijnlijk ook gewoon de beroemdste componist in het Europa van de 15de eeuw. Hij schreef muziek in verschillende van de toen gangbare vormen, muziek die melodisch was, zingbaar en die bijblijft (meer dan de helft van zijn geestelijke muziek bestaat bijvoorbeeld uit eenvoudige harmonisaties van koralen). Tot Dufays tijdgenoten behoorden onder meer componisten als Gilles Binchois, die vermoedelijk tussen 1430 en 1460 aan het Bourgondische hof actief was, en Hayne van Ghizeghem, een componist, zanger en soldaat die misschien is omgekomen tijdens de laatste veldtocht van Karel de Stoute.
Na de dood van Dufay in 1474 was de meest vooraanstaande Bourgondische musicus Antoine Busnois, die ook een productief componist was van chansons en misschien de componist van het beroemde lied L'homme armé.

## Muzikale stijl en vormen
Bourgondische componisten gaven de voorkeur aan wereldlijke vormen, tenminste in de mate waarin zij zelf in de Bourgondische landen actief waren; veel sacrale muziek is namelijk van de hand van die componisten die hun loopbaan in Italië hadden uitgebouwd, bijvoorbeeld aan de pauselijke kapel. De voornaamste wereldlijke vormen waarin de Bourgondiërs hebben gecomponeerd, zijn de vier zogenaamde formes fixes (rondeau, ballade, virelai, en bergerette), gemeenzaam onder de verzamelnaam chansons geplaatst. Van die vier kende het rondeau ongetwijfeld het grootste succes als genre; meer rondelen hebben de tand des tijds doorstaan dan stukken die in de andere vormen werden gecomponeerd. De meeste rondelen waren driestemmig en op Franse tekst, hoewel er een aantal in andere talen werden gecomponeerd. In de meeste rondelen kreeg de hoogste stem (de "superius") een tekst en de andere stemmen werden waarschijnlijk instrumentaal uitgevoerd. De bergerette was een nieuwigheid van de Bourgondiërs zelf; ze geleek op de virelai, maar was korter, met slechts één strofe.
De meeste componisten schreven ook sacrale muziek in het Latijn, hetgeen ook de volgende generaties componisten deden. Ze schreven zowel missen als motetten en voorts Magnificatcycli. Te dien tijde veranderde de mis van een aantal afzonderlijke misdelen die door verschillende componisten waren uitgeschreven, vaak met gebruikmaking van een leidmotief, tot miscycli die op een cantus firmus waren gegrond. Dufay, Binchois, Busnois, Reginaldus Libert en anderen schreven al volledige miscycli. Een van de favoriete melodieën die als cantus firmus werden gebruikt, was de beroemde l'Homme armé, die niet enkel door de Bourgondiërs werd gezet, maar nadien nog, door componisten in volgende eeuwen; het lied werd in de Westerse muziekgeschiedenis de meest gebruikte melodie als basis voor een miscompositie.
Het motet veranderde in die tijd van het isoritmische model van de 14de eeuw tot de gladde polyfone, uit secties bestaande compositie, zoals in de werken van Busnois en andere latere Bourgondiërs. In de motetten, in de missen en in andere geestelijke muziek, was de gemeenschappelijke muzikale techniek die werd aangewend de faux-bourdon, een harmonisering van een bestaande zang in parallelle 6-3-akkoorden, bij gelegenheid met ornamenten versierd teneinde monotonie te voorkomen. Composities waarbij faux-bourdon werd gebruikt, maakten het mogelijk tekst verstaanbaar te zingen, zonder te vervallen in de vlakheid van simpele zang.
Instrumentale muziek werd aan het Bourgondische hof ook gecultiveerd, vaak bij dansen. Een bijzondere karaktertrek van de Bourgondische instrumentale muziek is dat de hertogen muziek verkozen voor luide instrumenten, zoals trompetten, tamboerijnen, schalmeien en doedelzakken. Er is meer muziek bewaard die voor instrumenten van dit type is gecomponeerd, dan voor andere gebruikelijke instrumenten zoals de luit of de harp. In de toenmalige uitvoeringspraktijk speelden die luide instrumenten gewoonlijk vanop een hoge plaats, zoals een balkon, terwijl de andere instrumenten op een intiemere plaats thuishoorden.
Instrumentale vormen zijn onder meer de "basse danse" of de "bassadanza", een ceremoniële dans met een plechtig karakter en met een relatief traag tempo. Deze dans werd onmiddellijk gevolgd door een snelle dans, de "tordion" of de "pas de Brabant".
De Bourgondische School was de eerste generatie van wat soms bekendstaat als de school der Nederlandse polyfonisten, verschillende generaties componisten die een periode van 150 jaar of meer overspannen en die componeerden in polyfone stijl. Latere generaties, die niet langer specifiek geassocieerd werden met noch het hof noch Bourgondië, maar die onderling verbonden bleven door de geografische nabijheid van de plaatsen waar ze werden geboren en door een gemeenschappelijke muzikale praktijk, tellen onder hun rangen niet de minsten, met name componisten als Johannes Ockeghem, Jacob Obrecht, Josquin des Prez, Adriaan Willaert en Orlando di Lasso.

## Handschriftelijke bronnen
Er zijn bij benadering 65 handschriftelijke bronnen die muziek van Bourgondische componisten bevatten. De belangrijkste daarvan zijn:
- Canonici-handschrift (bevat muziek van omstreeks 1400 tot 1440). Dit handschrift bevindt zich in de Bodleian Library in Oxford, Engeland; het is genoemd naar de vorige eigenaar, Matteo Luigi Canonici, een 18de-eeuwse Venetiaanse jezuïet. Het bevat in totaal 380 composities, met werk van 60 composities. Zowel sacrale als wereldlijke muziek zijn goed vertegenwoordigd in deze verzameling.
- Laborde-zangboek (bevat hoofdzakelijk muziek die gecomponeerd werd gedurende de regering van Karel de Stoute, 1467 - 1477). Het zangboek werd genoemd naar de markies de Laborde, en bevindt zich in de Library of Congress in Washington, D.C. Het bevat in totaal 106 stukken muziek.
- Mellon-zangboek (bevat muziek van ongeveer 1440 tot 1477). Het is genoemd naar Paul Mellon, die het aan de Yale University schonk; vandaag bevindt het zich daar in de Beinecke Library. Het bevat 57 composities en ook enkele stukken niet-Bourgondische muziek (met name werken van Engelse en Italiaanse tijdgenoten)
- Dijon-zangboek (bevat muziek van ongeveer 1470 tot 1475). Sommige stukken zijn gecomponeerd door componisten die gewoonlijk niet worden geassocieerd met de Bourgondische school, zoals Ockeghem, Loyset Compère, en Johannes Tinctoris. Het chansonnier bevindt zich in de openbare bibliotheek van Dijon, en bevat 161 muziekstukken in totaal.
- El Escorial-zangboek (bevat muziek van ongeveer 1430 tot 1445). Het bevindt zich in de Biblioteca del Monasterio, El Escorial, V.III.24; er wordt gewoonlijk naar verwezen met EscA. Het bevat in totaal 62 composities, waarvan slechts één met enige zekerheid kan worden toegeschreven, namelijk aan Gilles Binchois, alhoewel er van de andere vele op stilistische gronden kunnen worden toegeschreven aan Binchois, Dunstable, Dufay en anderen.

## Bourgondische componisten
- Simon le Breton (c. 1420-1473)
- Johannes Tapissier (c.1370–c.1410)
- Guillaume Dufay (?1397–1474)
- Hugo de Lantins (fl. c.1430)
- Arnoldus de Lantins (fl. c.1430)
- Johannes Legrant (fl. c. 1420-1440)
- Guillaume Legrant (fl. 1405-1449)
- Reginaldus Libert (fl. c.1425–1435)
- Gilles Binchois (c.1400–1460)
- Johannes Brassart (c.1400–1455)
- Hayne van Ghizeghem (c.1445–c.1480)
- Pierre Fontaine (c.1380 - c.1450)
- Nicolas Grenon (c. 1380–1456)
- Gilles Joye (1424/1425–1483)
- Robert Morton (c.1430–c.1479)
- Antoine Busnois (c.1430–1492)
- Guillaume le Rouge (fl. 1450–1465)
- Adrien Basin (fl.1457–1476)
- Jacobus Vide (fl.1405–1433)